# Сломі
Сломі (словен. Slomi) — поселення в общині Дорнава, Подравський регіон‎, Словенія.